# Боротьба Антигона II за македонський престол

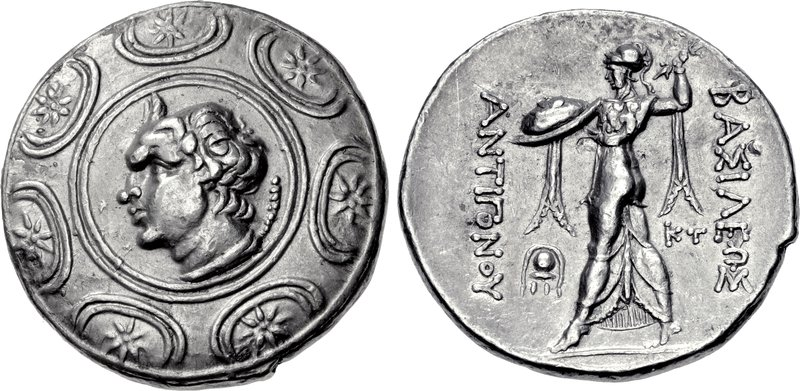
Монета Антигона Гоната, припускається, що зображення сатира має портретні риси басилевса

Боротьба Антигона II за македонський престол — серія військових кампаній, котрі провадив син Деметрія Поліоркета від моменту взяття його батька у полон в 285 р. до н. е. та до завершення війни з епірським царем Пірром у 272 р. до н. е.

## Дії Антигона у 280-х роках до н.е
У середині 280-х років до н. е. македонського царя Деметрія І Поліоркета спіткала фатальна череда невдач — його вигнав з самої Македонії епірський володар Пірр, за підтримки єгипетського царя Птолемея I вдало повстали Афіни, а з Малої Азії Деметрія витіснив син Лісімаха Агафокл. Рятуючись від останнього, Деметрій перейшов у межі царства Селевка I Нікатора та потрапив у полон (285 р. до н. е.). Звідти він повідомив своїх помічників у кількох містах балканської Греції, щоб вони підкорювались його сину Антигону Гонату та діяли так, наче самого Деметрія вже немає у живих. Хоча Гонат пропонував Селевку в обмін на звільнення батька передати ці грецькі володіння, проте у підсумку в 283 р. до н. е. Деметрій помер у полоні. Після цього Антигон оголосив себе македонським царем, хоча на той час не мав ані влади над Македонією, ані сил щоб поборотися за неї.
Серед підконтрольних Антигону міст найважливішим був Коринф, котрий контролював сухопутний шлях на півострів Пелопоннес. На самому півострові гарнізони Гоната знаходились щонайменше у Егіоні (ахейське місто на північному узбережжі Пелопоннесу) та Трезені (східне завершення Арголідського півострова, неподалік від Саронічної затоки). Хоча, як зазначено вище, самі Афіни були втрачені ще при Деметрії, проте Антигоніди продовжували тримати свій гарнізон у Піреї — головному порту Аттики. Ще далі на схід під контролем Гоната знаходилось найбільше місто острова Евбея Халкіда (інший великий поліс цього острова Еретрія не пізніше 265 р. до н. е. також знаходився під владою Антигона, однак коли та яким чином він потрапив до нього невідомо).
Також Антигон полюбляв спиратись на встановлені у грецьких містах тиранічні режими — на думку Полібія, саме Гонат нав'язав еллінам найбільшу кількість одноосібних правителів. Серед міст, в яких тирани зафіксовані вже на ранній стадії діяльності Антигона, можливо згадати кілька пелопоннеських полісів на південному узбережжі Коринфської затоки — Сікіон, в якому правив тиран Клеон (його колись поставив тут командиром залоги Деметрій Поліоркет), а також ахейські Буру і Карінію.   
Про дії Антигона в перші кілька років після втрати батьком влади у Македонії відомо мало. Існує фокідський присвячувальний напис на честь одного з громадян, котрий зміг отримати кошти від Лісімаха (саме цей полководець Александра Великого у підсумку зайняв македонський престол після скинення Деметрія) для спасіння міста Елатея. Англійський антикознавець Тарн витлумачив згадані у цій епіграфічній пам'ятці події як такі, що були пов'язані із захистом від Антигона, та відніс їх до 285 р. до н. е. Той же Тарн вважав, що біля 282 р. до н. е. Гонат зміг повернути під свій контроль укріплення Муніхій, котре поряд з Піреєм захищало афінський порт.

## Прихід Антигона до влади у Македонії

Мапа Балканського півострова. Зокрема, позначені місто Кассандрія (на півострові Халкідіки), батьківщина Пірра Епір та область союзних Антигону етолійців. Згадана у тексті македонська столиця Еги (Едесса) знаходилась трохи південніше від позначеної на мапі Пелли

В 281 р. до н. е. один за одним пішли з політичної сцени останні могутні діадохи — Лісімах загинув у битві з Селевком I, котрого в свою чергу зрадницьки вбив Птолемей Керавн. Останній поспішив до Македонії щоб оволодіти престолом. Те саме спробував зробити і Антигон Гонат, котрий відплив до північної Егеїди. Втім, Керавн швидко зміг здобути підтримку у європейських володіннях Лісімаха, зокрема, привернув на свою сторону його флот. У складі останнього діяла ескадра із Гераклеї Понтійської, котра складалась з великих кораблів — пентер та гексер — і навіть включала одне восьмипалубне судно, котре приймало 1200 воїнів та мало в екіпажі 1600 веслувальників. За твердженням історика Гераклеї Мемнона, саме ця ескадра (а з її складу — восьмипалубний гігант) відіграла вирішальну роль у перемозі над флотом Антигона в битві, котру відносять до 280 р. до н. е.. Гонат був вимушений відступити до Беотії.
Втім, вже у 279 р. до н. е. Птолемей Керавн зазнав поразки від галльських завойовників та загинув. Антигон знову перебрався на північ, при цьому він виявився втягнутим у конфлікт зі спадкоємцем Селевка Антіохом I. Останній зустрівся з протидією ряду міст зі складу колишніх володінь Лісімаха, а також віфінського царя Нікомеда, разом з якими діяв і Антигон. Мемнон зазначає, що боротьба тривала довгий час, проте вона все-таки завершилась не пізніше 277 р. до н. е. (невдовзі мир був скріплений одруженням Антигона на сестрі Антіоха Філі).  
Тим часом у Македонії була відсутня ефективна центральна влада — у відповідності до Діодора, за три роки після загибелі Керавна встигли оголосити себе царями не менше п'яти осіб (Євсевій Кесарійський називає трьох та додає про дворічний період анархії). Галльскі загони продовжували розорювати македонські володіння і в 277 р. до н. е. узялись за північне узбережжя Пропонтиди. Частину з них того ж року перевезли до Малої Азії противники Антіоха, чим примусили останнього припинити боротьбу з ними та зайнятись порятунком своїх володінь від спустошливих галатських набігів. Галли, котрі залишились у Європі, у підсумку зустрілись з Антигоном Гонатом біля Лісімахії (на узбережжі Пропонтиди між Геллеспонтом та Перинфом). В наступній битві македонський полководець вчинив страшну різанину серед завойовників, чим нівелював загрозу з їхньої сторони.
Звитяга над галлами надала Антигону гарний шанс вступити у боротьбу за престол Македонії. Свої претензії на останній висунув також Антипатр Етес, котрий вже встиг побувати царем у 279 р. до н. е. (тоді його правління тривало лише 45 діб). Антигон, який ще нещодавно звитяжив над галатами, найняв їх загін під началом вождя Кидерія. Це дозволило перемогти Антипатра, проте загрожував виникнути новий конфлікт з галатами. За угодою кожному з них належало заплатити по золотій монеті, при цьому Антигон мав на увазі лише воїнів, тоді як самі галати (котрі пересувались всім племенем) вимагали також врахувати жінок та дітей, що збільшувало суму з 30 до 100 талантів. За оповіддю Полієна, Гонат вдав, що погодився на вимоги своїх небезпечних найманців, та запропонував прислали людей для отримання виплати. Коли за золотом з'явились знатні галати, Антигон затримав їх та обміняв на своїх заручників (заплативши також 30 талантів).  
Після приходу до влади в Македонії новий цар зайнявся проблемою міста Кассандрія (колишня Потідея на півострові Халкідіки), де у часи анархії до влади прийшов тиран Аполлодор. Дев'ятимісячна облога в 277—276 рр. до н. е. не принесла успіху, проте місто було захоплене завдяки ще одній військовій хитрості.
Варто також відзначити, що поки Антигон боровся за владу в Македонії, на Пелопоннесі поступово набирали силу його вороги. Серед останніх, зокрема, були спартанці. У 280 р. до н. е. вони ще не наважились відкрито виступити проти Гоната, зате напали на його союзників етолійців (мешканці гірської області на заході центральної Греції, на північ від Коринфської затоки). Спартанське військо під командуванням Арея зайнялось спустошенням етолійських земель. Втім, розпорошених для грабунку воїнів атакував невеликий загін етолійців із п'ятисот осіб, котрий скористався наступною панікою та перебив 9 тисяч ворогів.
Зате у 278 р. до н. е. спартанський командир Клеонім (відомий своєю кампанією в південній Італії, котра сталась на чверть століття раніше) узяв у облогу та захопив згадане на початку статті арголідське місто Трезен, де знаходився гарнізон Антигона.
У 280 р. до н. е. почалось також відродження Ахейського союзу, котрий первісно об'єднав кілька міст на заході Ахаї. В 275 р. до н. е. до нього приєднались поліси із центральної частини цієї області, причому з Егіона був вигнаний гарнізон Антигона, а в Бурі та Карінії припинили існування тиранічні режими.

## Боротьба з Пірром

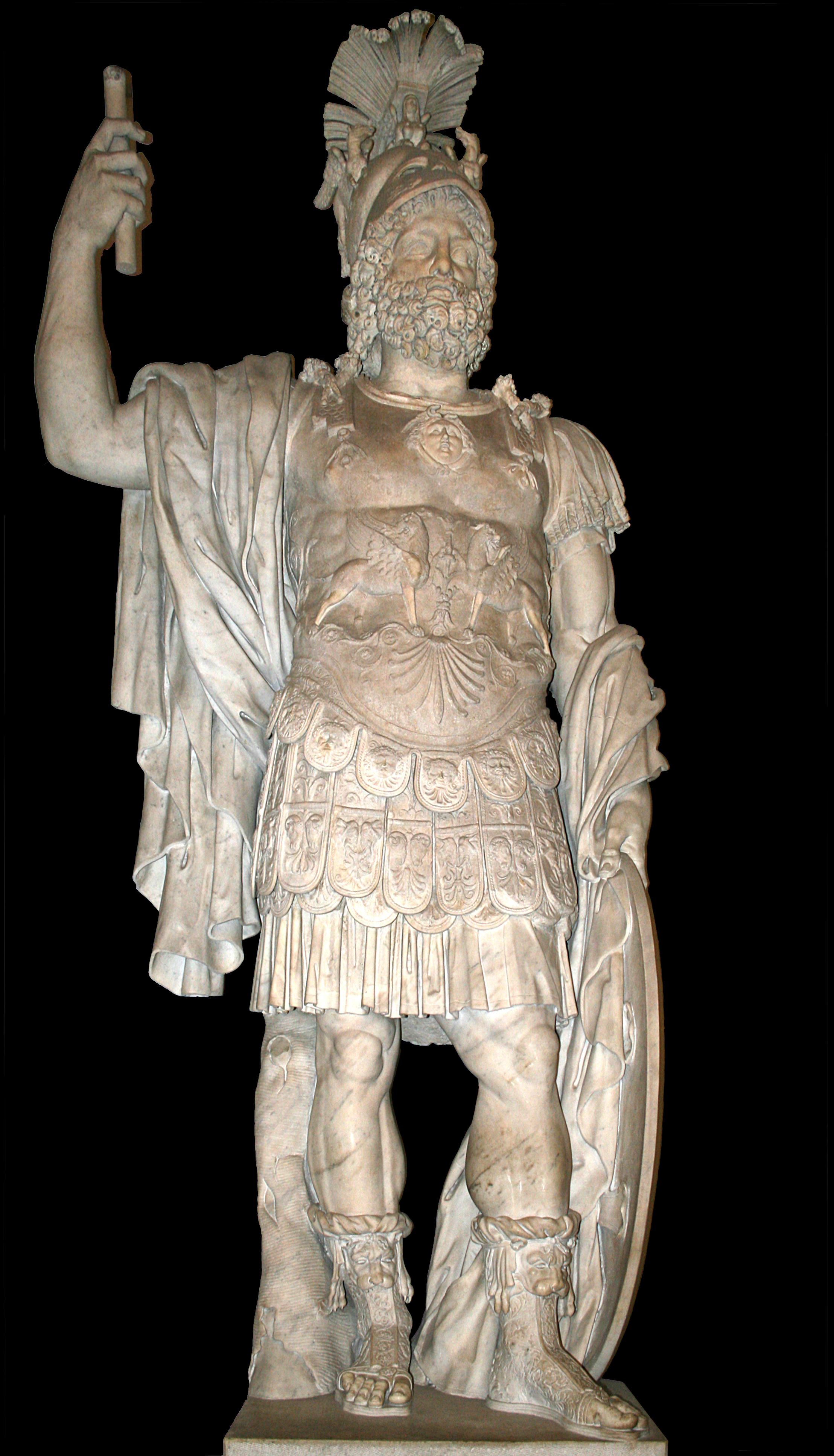
Пірр Епірський

У 275 р. до н. е. на Балкани з 8 тисячами піхотинців та 500 вершниками повернувся епірський цар Пірр, котрий зазнав невдачі у своїй італійській війні. Цей воїтель підшукував можливості для нових походів, котрі дозволили б йому утримувати військо, та вирішив відібрати Македонію у Антигона (варто відзначити, що в 287 р. до н. е. саме він позбавив престола Деметрія Поліоркета). Як привід для війни Пірр висунув відмову Гоната надати йому допомогу, коли він ще перебував у Італії (як то колись зробив суперник Антигона Птолемей Керавн, завдяки якому в Пірра з'явились слони).
У 274 р. до н. е. Пірр додатково найняв певну кількість галатів та вторгнувся до Македонії, де спершу захопив кілька міст та приєднав до себе 2 тисячі македонських воїнів. Дале Пірр наздогнав військо Антигона, котре рухалось через якийсь гірський прохід. Численні галати, які складали ар'єргард Гоната, вчинили запеклий спротив та були в основному перебиті. Це дозволило епірцю досягти загона слонів, вожаті яких здались разом із ними. У розвиток свого успіху Пірр пішов на фалангу Антигона, котра була пригнічена попередніми здобутками супротивника. Пірр звертався до фалангітів, називав по іменах їх начальників — та зміг добитись переходу македонців на свою сторону.
Після цієї перемоги епірець викликав до себе сина Гелена та гарнізон з Тарента. Полишена без допомоги, ця остання твердиня греків на Апеннінському півострові капітулювала перед римлянами у 272 р. до н. е. Втім, Пірр тепер бачив для себе головним полем діяльності Балкани, де в його руках опинились Верхня Македонія та Фессалія. Йому, зокрема, вдалось узяти штурмом одну з македонських столиць — Еги (Едессу). При цьому важливу роль відіграли вдалі дії спартанця Клеоніма (того самого, котрий раніше захопив осаджений залогою Антигона Трезен). Коли нападаючі зробили у мурі пролом, в ньому з'явились озброєні сариссами воїни. Тоді Клеонім наказав своїм першим двом шеренгам йти в бій без зброї, хапати руками сарісси та утримувати їх. Інші ж атакуючі протискались до працюючих сариссами захисників та вбивали їх.  

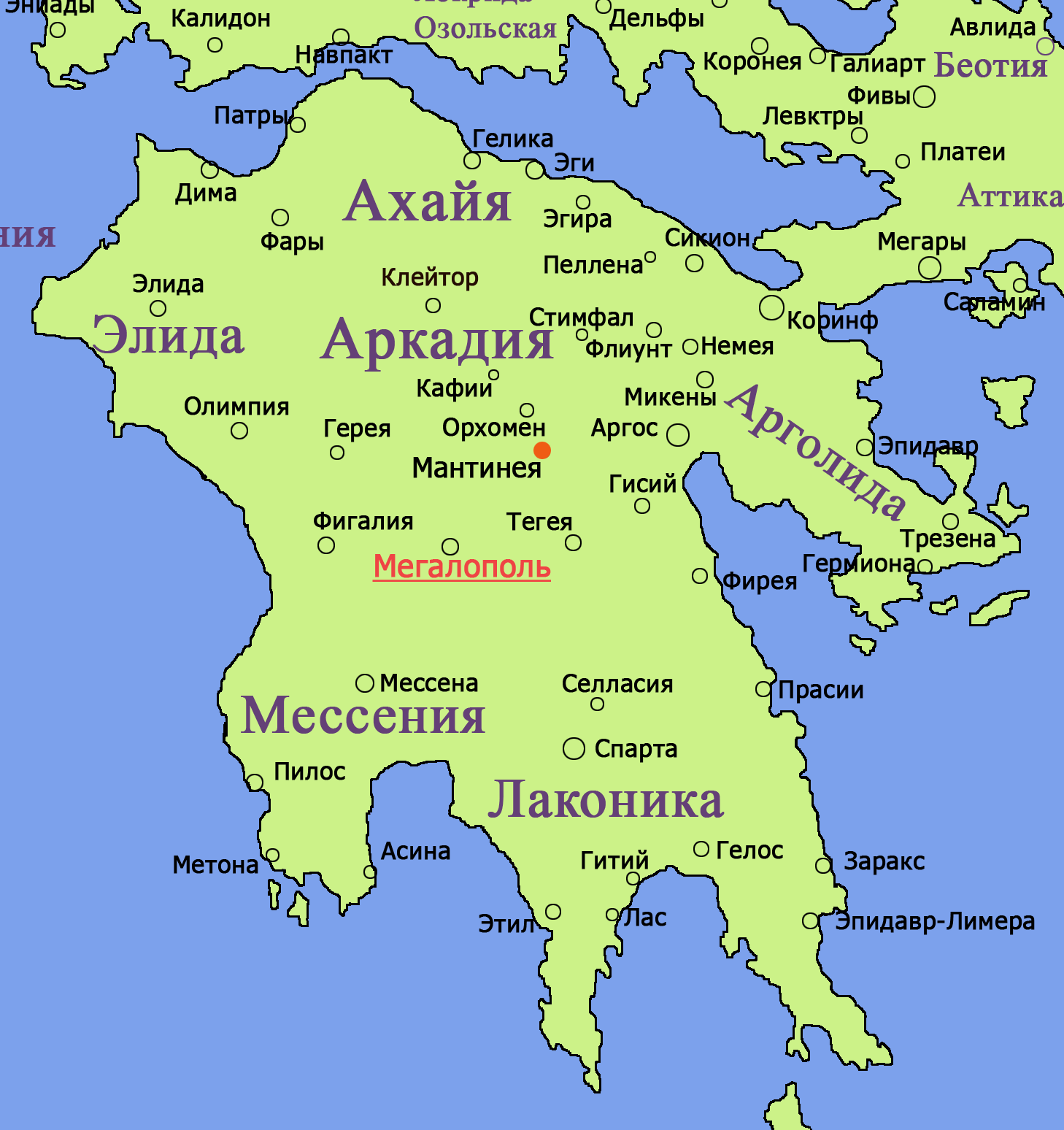
Мапа Пелопоннеса. Зокрема, позначені згадані в статті Егіон (як «Эги»), Сікіон, Коринф, Трезен, Мегалополіс, Спарта та Аргос

Антигон, котрий після битви втік з невеликим загоном вершників, утримав лише приморські міста. У 273 р. до н. е. він набрав нових галатів та виступив проти Пірра, проте був повністю розбитий сином останнього Птолемеєм і знову шукав порятунку у втечі.
На щастя Антигона, дієва натура Пірра вимагала нових завойовницьких походів. Згаданий вище спартанець Клеонім зміг підбити його до походу на Пелопоннес, розраховуючи за допомогою епірця прийти до влади у рідному місті (Клеоніма, сина царя Клеомена II, колись не допустили до царського сану, а тепер співвітчизники насміхались над ним через зраду набагато молодшої дружини). При цьому Пірр так і не спромігся забезпечити собі тверду опору в Македонії, де він був чужинцем (можливо відзначити, що вказівки на немакедонське походження колись допомогли Лісімаху переманити до себе військо та позбавити Пірра престолу, відібраного останнім у Деметрія Поліоркета). До того ж, по взяттю Едесси Пірр поставив у місті гарнізон із галатів. Ці жадібні до здобичі найманці почали розорювати царські гробниці та розкидали кості македонських царів. Епірець, котрому в його походах були потрібні воїни, ніяк не покарав галатів, чим викликав до себе зневагу македонян.
Пірр виступив на південь з великим військом — 25 тисяч піхотинців, 2 тисячі вершників та 24 слона. Як зазначає Юстин, сам масштаб експедиції показує, що метою Пірра було підкорити весь Пелопоннес, а не просто здобути для Клеоніма владу у Спарті. Після зупинки у Мегалополі, військо рушило на Спарту, де на той час якраз було мало захисників, оскільки цар Арей I вирушив на Крит для допомоги союзникам. Втім, у наступній дводенній битві спартанці змогли не пропустити Пірра до міста, а за цей час сюди повернувся Арей та надійшла допомога з Коринфу від воєначальника Антігона.
Тоді епірець вирушив до іншого важливого місті півострова — Аргосу, де йшла боротьба за владу між Арістіппом, котрий тримався сторони Антигона Гоната, та Аристеєм, який закликав собі на допомогу Пірра. При переході через гірські тіснини спартанці атакували вороже військо та відрізали епірців і галатів. Пірр наказав своєму сину Птолемею йти на допомогу ар'єргарду, а сам зайнявся виводом війська з тіснини. Птолемей вступив у жорстокий бій, в якому і загинув (коли потім його тіло принесли до батька, Пірр відзначив, що це сталось набагато пізніше, аніж можливо було очікувати з огляду на безрозусудну хоробрість сина). Переслідуючи ворога, частина спартанців необдумано відірвалась від своєї важкої піхоти та вискочила на рівнину, де зазнала важких втрат від атаки епірської кінноти.
За цим Пірр продовжив рух на Аргос, неподалік від якого на висотах отаборився Антигон Гонат. Останній скористався походом епірця на південь та повернув собі Македонію, а тепер прибув слідом за ним на Пелопоннес, при цьому обережний Антигон відхилив виклик Пірра стати до битви. Вночі Пірр за сприяння Аристея увійшов до Аргосу, проте погано продумана операція завершилась провалом та загибеллю епірського воїтеля.
По завершенні боротьби з Пірром Антигон ІІ Гонат остаточно закріпився на македонському престолі. Через десяток років унаслідок Хремонідової війни він повернув під свій контроль Афіни, а союзни йому тиран Мегалополіса розбив спартанців.